# رابطه عاشقانه (فیلم ۱۹۳۹)
رابطه عاشقانه (به انگلیسی: Love Affair) فیلمی ۸۷ دقیقه‌ای به کارگردانی لئو مک‌کری با بازی آیرین دان است.